# Classe Wicher
La classe Wicher fu una classe di cacciatorpediniere composta da due unità, costruite in Francia tra il 1927 e il 1932 per conto della Marina militare polacca.
Le due unità furono attive durante la seconda guerra mondiale: il capoclasse ORP Wicher andò perduto nel settembre 1939 durante gli eventi della campagna di Polonia, mentre lo ORP Burza riparò nel Regno Unito e prestò servizio per tutta la durata del conflitto venendo infine radiato nel 1960.

## Caratteristiche

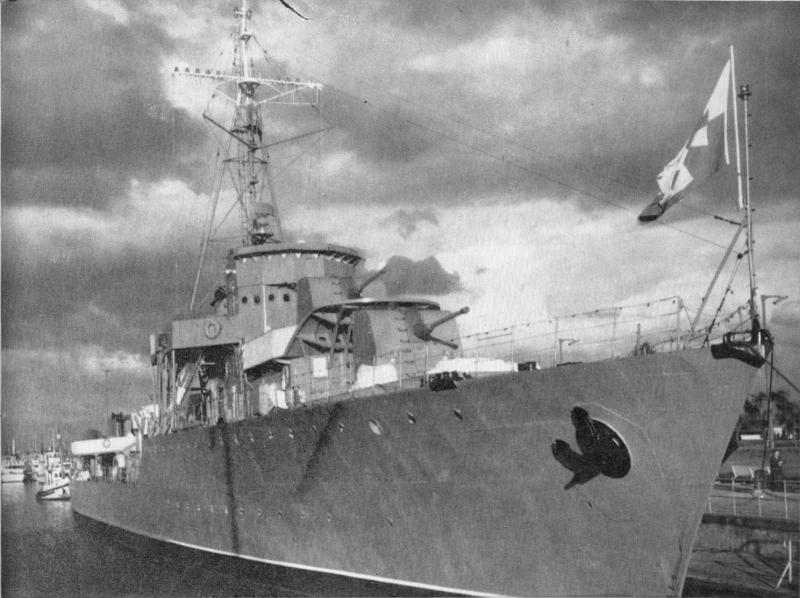
Il cacciatorpediniere Burza conservato come nave museo a Danzica

I cacciatorpediniere della classe Wicher furono ordinati dal governo della Seconda Repubblica di Polonia nell'ambito di un programma di costruzioni navali approvato nel 1924, onde irrobustire la piccola Marina polacca composta in quel momento solo da vecchie unità della Kaiserliche Marine tedesca acquisite al termine della prima guerra mondiale. Il governo polacco si rivolse per la realizzazione delle unità al suo principale partner internazionale, la Francia, la quale insistette per affidare il contratto al Chantiers Naval Francais di Caen nonostante questo non avesse esperienza nella costruzione di cacciatorpediniere; la mossa doveva servire a salvare il cantiere dalla bancarotta, ma comportò un notevole allungamento dei tempi di consegna delle due unità: a fronte dei due anni previsti per la realizzazione, il Wicher fu consegnato più di tre anni dopo l'impostazione e il Burza più di quattro anni dopo.
Il progetto degli Wicher era largamente basato su quello dei cacciatorpediniere francesi della classe Bourrasque, differendo in particolare per la sistemazione degli scompartimenti interni, per l'installazione di pezzi antiaerei britannici e per la capacità di imbarcare e rilasciare mine navali. Gli Wicher erano lunghi fuori tutto 107,2 metri, larghi 10,2 metri e con un pescaggio di 3,3 metri; il dislocamento standard era di 1.540 tonnellate, cifra che saliva a 1.920 tonnellate con le unità a pieno carico. L'apparato motore si basava su due turbine a vapore tipo Parson alimentate da tre caldaie della du Temple, per una potenza complessiva di 33.000 hp che poteva spingere le navi a una velocità massima di 33 nodi; l'autonomia era di 3.000 miglia nautiche alla velocità di 15 nodi.
L'armamento principale si basava su quattro cannoni francesi Schneider-Creusot Model 1924 calibro 130 mm installati in altrettante torri singole (due a prua e due a poppa sovrapposte), mentre la difesa antiaerea era affidata a due impianti singoli di cannoni Vickers-Armstrong QF 2 lb britannici calibro 40 mm e due impianti binati di mitragliatrici Hotchkiss Mle 1929 francesi calibro 13,2 mm; completavano l'armamento due impianti tripli di tubi lanciasiluri da 550 mm e 60 mine navali. L'equipaggio ammontava a 155-165 uomini tra ufficiali e comuni.
Nell'imminenza dello scoppio della seconda guerra mondiale fu deciso di modificare l'armamento degli Wicher, incrementando l'armamento contraereo e installando cannoni svedesi da 120 mm e tubi lanciasiluri da 533 mm per standardizzare il rifornimento di munizioni con i cacciatorpediniere della classe Grom, ma l'inizio delle ostilità con la Germania impedì tali interventi. Il Wicher andò perduto troppo presto per essere ammodernato, ma il Burza subì vari cambiamenti al suo armamento mentre si trovava nel Regno Unito, in particolare per quanto riguardava i cannoni antiaerei e le dotazioni antisommergibile.

## Unità
| Nome       | Impostazione  | Varo           | Entrata in servizio | Destino finale |
| ---------- | ------------- | -------------- | ------------------- | --- |
| ORP Wicher | febbraio 1927 | 8 agosto 1928  | luglio 1930         | affondato il 3 settembre 1939 nel porto di Hel in un attacco aereo                                                          |
| ORP Burza  | novembre 1927 | 16 aprile 1929 | luglio 1932         | radiato per obsolescenza il 28 giugno 1960, conservato come nave museo a Danzica e infine avviato alla demolizione nel 1977 |